# Klinting
Klinting is een bestuurslaag in het regentschap Banyumas van de provincie Midden-Java, Indonesië. Klinting telt 2264 inwoners (volkstelling 2010).